# Coolmore
Coolmore (Coolmore Stud) est une fondation privée qui gère l'un des élevages de chevaux les plus prestigieux du monde et leur entraînement. Elle est basée à Ballydoyle, dans le comté de Tipperary, sur une superficie de 3 500 hectares. 600 personnes y travaillent.

## Histoire
C'était une ferme en Irlande, 160 hectares de verts pâturages que la famille Vigors acquit à la fin de la guerre. Le père de famille y entraînait quelques pur-sangs. Le fils, Tim, était quant à lui un as de l'aviation, une légende de la Royal Air Force qui s'est couvert de gloire lors de la bataille d'Angleterre et en Orient. Au retour de la guerre, il ouvrit une agence de photographie avant de se lancer avec succès dans le courtage des chevaux de course. Lorsqu'il hérite de Coolmore en 1968, Tim Vigors vend son agence de courtage pour se consacrer au développement de son haras. Il n'hésite pas à payer 1 million de livres sterling en 1973 pour s'offrir les services de Rheingold, qui vient de remporter le Prix de l'Arc de Triomphe, et s'associe à une célébrité locale, Vincent O'Brien, entraineur légendaire (il fut l'homme de Nijinsky) basé tout près de Coolmore Farm, à Ballydoyle. En cette même année 1973, il lui cède la moitié du haras et embauche un jeune homme, John Magnier, 25 ans à peine. Celui-ci n'est autre que le gendre de Vincent O'Brien. Et surtout, il a croisé un jour d'octobre 1971 sur l'hippodrome de Haydock en Angleterre la route d'un riche homme d'affaires anglais, Robert Sangster, qui possède une écurie de chevaux de course et surtout beaucoup d'argent. Cette rencontre va bouleverser le paysage des courses mondiales. Car bientôt le trio Magnier, O'Brien, Sangster (ce dernier rachetant ses parts à Tim Vigors en 1975, date de la fondation de Coolmore), va mettre en œuvre une spectaculaire stratégie pour conquérir le marché international du pur-sang. Cette stratégie porte un nom : Northern Dancer, le champion canadien qui s'avère un étalon exceptionnel, comme on n'en a peut-être jamais vu. Les hommes de Coolmore n'ont qu'une idée en tête : faire main basse sur sa production, dépenser sans compter pour acquérir ses rejetons qui passent en vente de yearlings de Keeneland, Kentucky.
Lorsqu'ils débarquent à Keeneland en 1975, ils lâchent 1,8 million de dollars et repartent avec un lot de poulains. Parmi eux, un futur champion, The Minstrel. Encouragés, les nouveaux hommes forts de l'élevage mondial repartent à l'assaut des rings de Keeneland. Mais ils ne sont pas les seuls à lorgner sur les fils de Northern Dancer : tous les grands propriétaires du monde rêvent de s'en offrir, en particulier la famille Al Maktoum, assise sur une montagne de pétrodollars. Les batailles d'enchères entre les deux puissances deviennent épiques, une rivalité qui tourne au combat de coqs et suscite dans les années 80 une spectaculaire flambée du marché du pur-sang, tandis que E.P. Taylor, l'éleveur-propriétaire canadien de Northern Dancer, se frotte les mains et négocie les saillies de son étalon star autour du million de dollars. En 1983, Cheikh Mohammed débourse 10,2 millions de dollars (environ 27 millions de dollars en comptant l'inflation) pour un fils de Northern Dancer qui ne verra jamais un champ de courses, Snaafi Dancer. En 1985, c'est Sangster et ses associés (dont Stavros Niarchos) qui se délestent de 13,1 millions de dollars (environ 32 millions de dollars actuels) pour le frère du crack Seattle Slew par Nijinsky, avec un peu plus de réussite : le yearling le plus cher de l'histoire, nommé Seattle Dancer, se classera deuxième du Grand Prix de Paris avant de devenir un honorable étalon. L'escalade des prix continue jusqu'à la conclusion d'une sorte de pacte de non agression qui se traduit par un tassement puis un effondrement du marché des yearlings à partir de 1985.
La stratégie flambeuse des hommes de Coolmore a porté ses fruits. Alleged, Storm Bird, Caerleon ou Be My Guest, acquis yearling ou à l'amiable, sont installés au haras, qui profite de ce que l'Irlande est un paradis fiscal pour chevaux (les saillies et la revente d'étalons sont exonérées de taxes depuis 1969). En 1985, un poulain élevé par Sangster dans son haras anglais de Swettenham Stud, nommé Sadler's Wells, rejoint le parc d'étalons de Coolmore et en devient vite la vedette : il est le meilleur continuateur de Northern Dancer au stud, et accumule les titres de champion sire, engendrant une pléiade de champions qui à leur tour deviennent de grands étalons tels Montjeu ou l'omniprésent Galileo, étalon de tous les records et père du crack des cracks Frankel.
Au milieu des années 80, Coolmore ouvre une station d'étalons aux États-Unis, Ashford Stud, située à Versailles, Kentucky, où ils installent notamment Woodman, un fils de Mr. Prospector (la seule alternative crédible au sang de Northern Dancer) acheté 3 millions de dollars à Keeneland et qui, s'il n'a pas confirmé les promesses dévoilées en début de carrière, s'avèrera un étalon de premier plan. Depuis, 300 personnes s'affairent à Ashford Stud autour de certains des meilleurs étalons américains (Thunder Gulch, Giant's Causeway, Uncle Mo), certains achetés à prix d'or, tels les vainqueurs de la Triple Couronne American Pharoah (dont Coolmore acquiert les droits d'exploitations pour 13,8 millions de dollars, un montant multiplié par trois après sa victoire dans la triple couronne) et Justify (acheté durant sa carrière de courses pour un montant présumé de 60 millions de dollars plus 25 millions pour sa quête réussie de la triple couronne).
Coolmore s'installe aussi en Australie, où en 1986 il fait main basse sur les 3 500 hectares de Hunter Valley en Australie : 500 personnes veillent sur les mille chevaux de ce haras qui accueillera les meilleurs étalons du pays tels Encosta de Lago ou Fastnet Rock. En 1990, Coolmore et le haras australien Arrowfield Stud achètent à Juddmonte Farms la moitié d'un sprinter, Danehill, pour exploiter sa carrière d'étalon, et entreprennent de lui faire faire la navette entre l'Irlande et l'Australie. Le succès est fulgurant et Coolmore débourse rapidement 24 millions de dollars pour s'assurer l'entière propriété du cheval. Le choix de parier presque exclusivement sur la descendance mâle de Northern Dancer est payant : Coolmore est devenu l'épicentre de l'élevage mondial et, à eux seuls, Sadler's Wells et Danehill revendiqueront la paternité de la moitié des chevaux ayant remporté les 200 premiers groupe 1 de l'écurie.
En 1993, Robert Sangster vend ses parts et Magnier se trouve deux nouveaux associés, Derrick Smith et Michael Tabor, deux anciens bookmakers. Bientôt, ils font courir leurs chevaux sous leurs propres couleurs : Prince Arthur leur offre en 1995 un premier succès de groupe 1 dans le Premier Parioli, bientôt imité dans les Phoenix Stakes par Danehill Dancer, appelé à devenir un autre étalon star, tandis qu'aux États-Unis Thunder Gulch s'affirme comme le meilleur 3 ans américain, manquant de peu la triple couronne (il gagne le Kentucky Derby et les Belmont Stakes, mais finit troisième des Preakness Stakes) avant de devenir lui aussi un étalon à succès. À Ballydoyle, un jeune entraîneur de 25 ans, Aidan O'Brien succède à son homonyme (ils n'ont aucun lien de parenté) Vincent O'Brien, lequel prend du recul. Avec lui, Coolmore bâtit un palmarès hors du commun, tout en continuant à dominer le marché de l'élevage sur tous les continents. En 2021, Georg von Opel s'associe à Susan et John Magnier, Michael Tabor et Derrick Smith.

## Entraînement
Sous la coupe de l'entraîneur Aidan O'Brien, qui a succédé à son homonyme Vincent O'Brien, et sur un terrain d'entraînement, situé à quelques kilomètres du centre de Ballydoyle, 150 chevaux se préparent à courir dans les grands prix de courses hippiques à travers la planète. Les victoires dans des courses de groupes se comptent par centaines et Aidan O'Brien peut s'enorgueillir de posséder le plus riche palmarès de l'histoire des courses. Preuve de sa toute puissance, l'écurie réussit en 2016 l'incroyable exploit de placer ses trois représentants, tous issus de Galileo, sur le podium du Prix de l'Arc de Triomphe à Longchamp, remporté cette année-là par Found.

### Palmarès (groupe 1)
Royaume-Uni

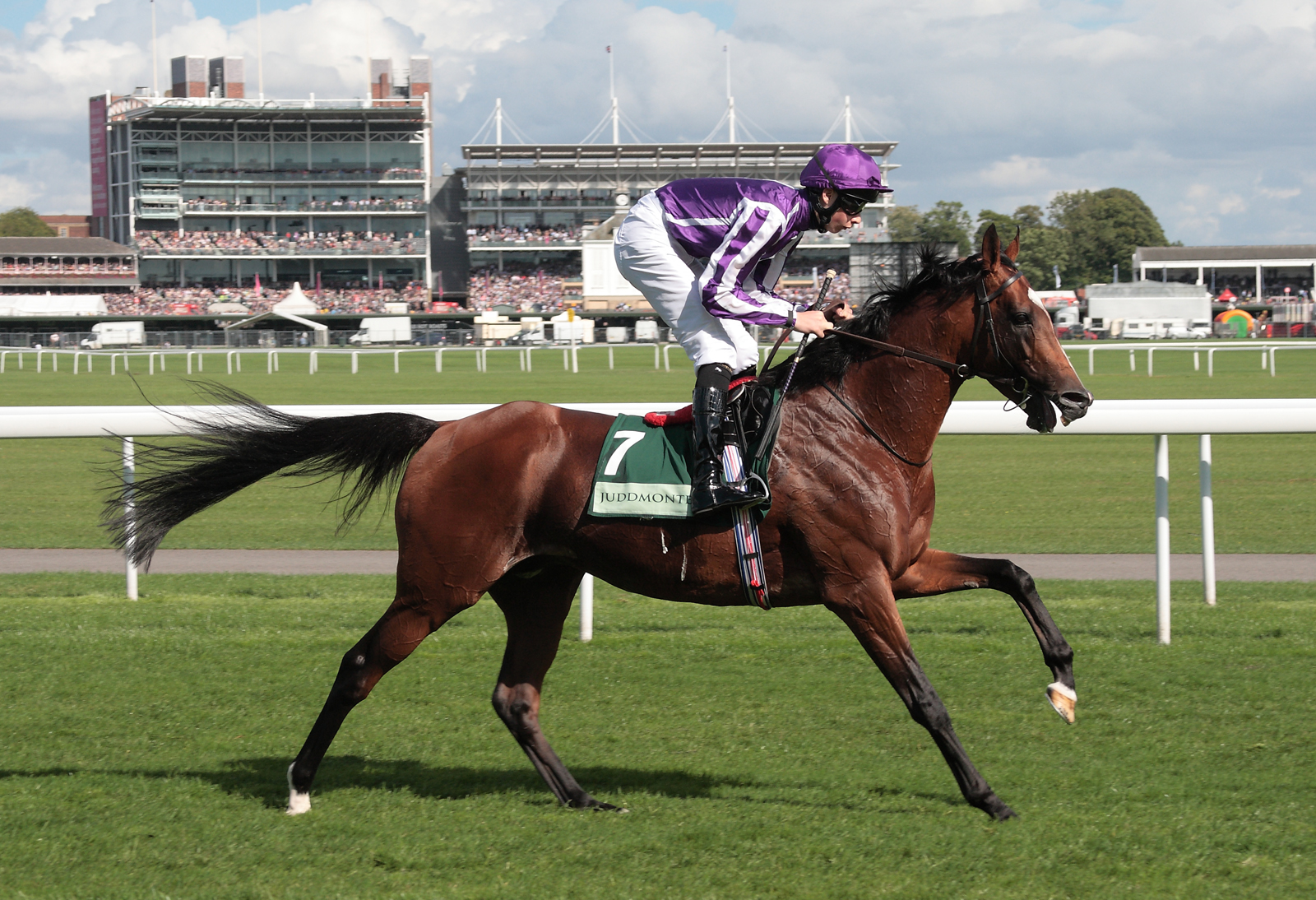
St Nicholas Abbey

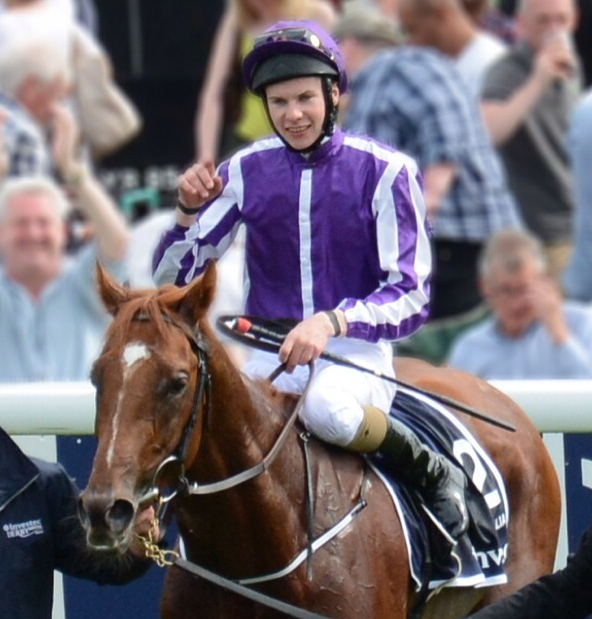
Australia

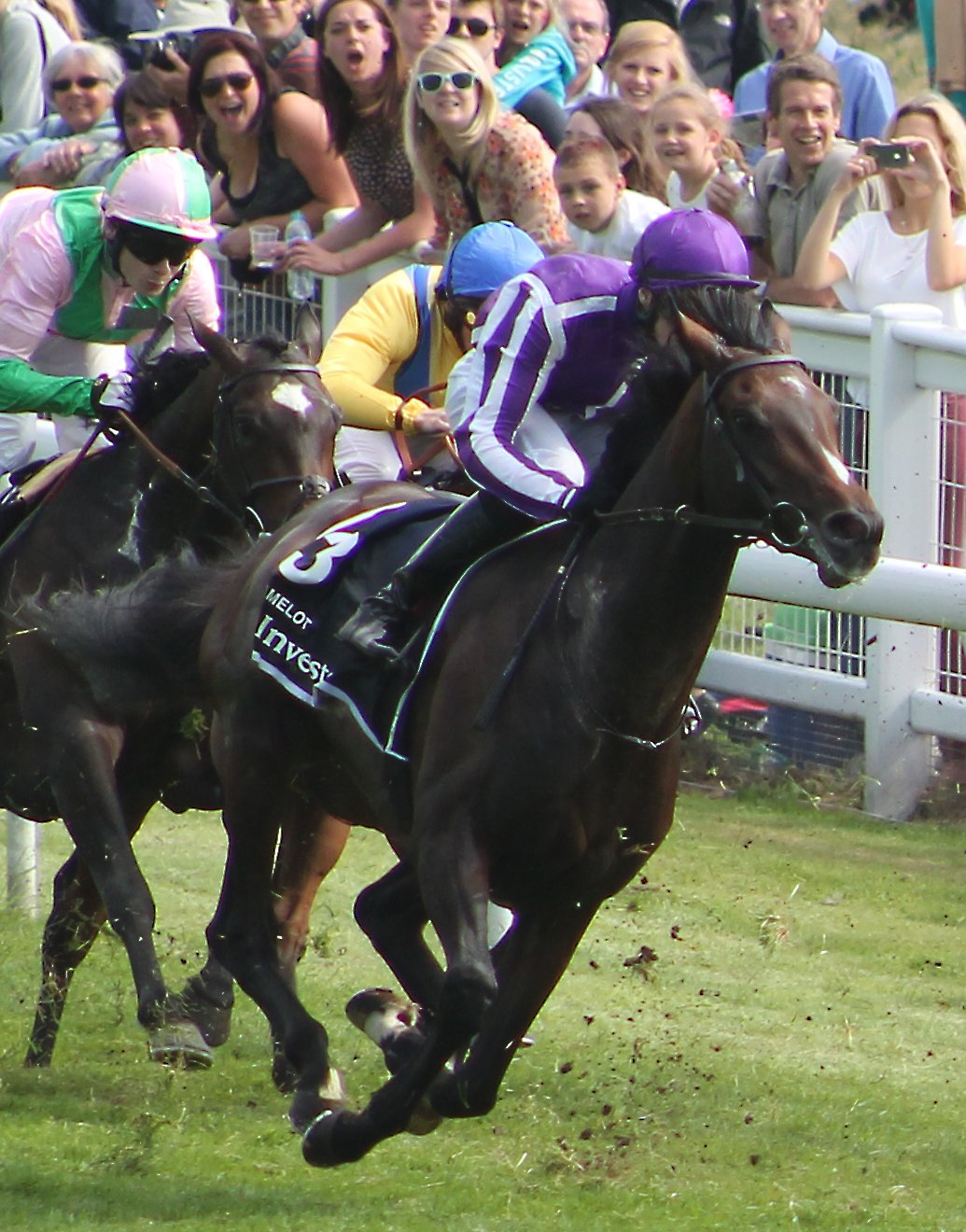
Camelot

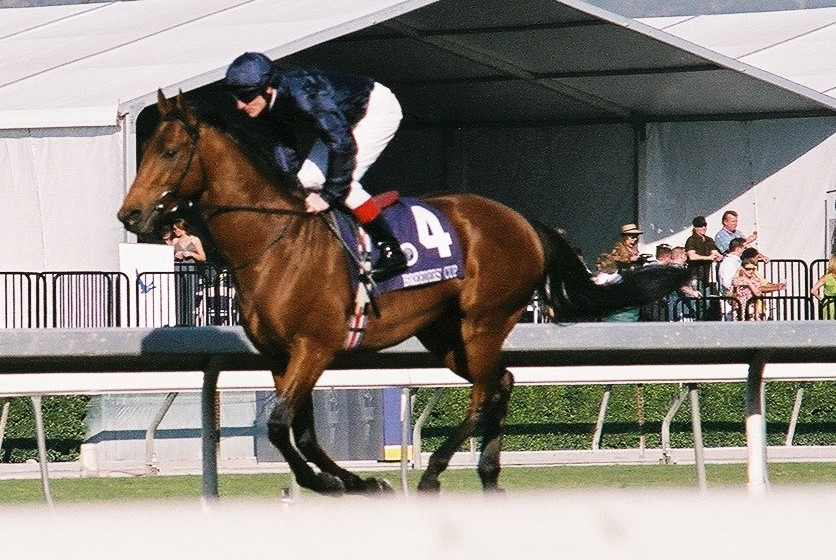
Duke of Marmalade

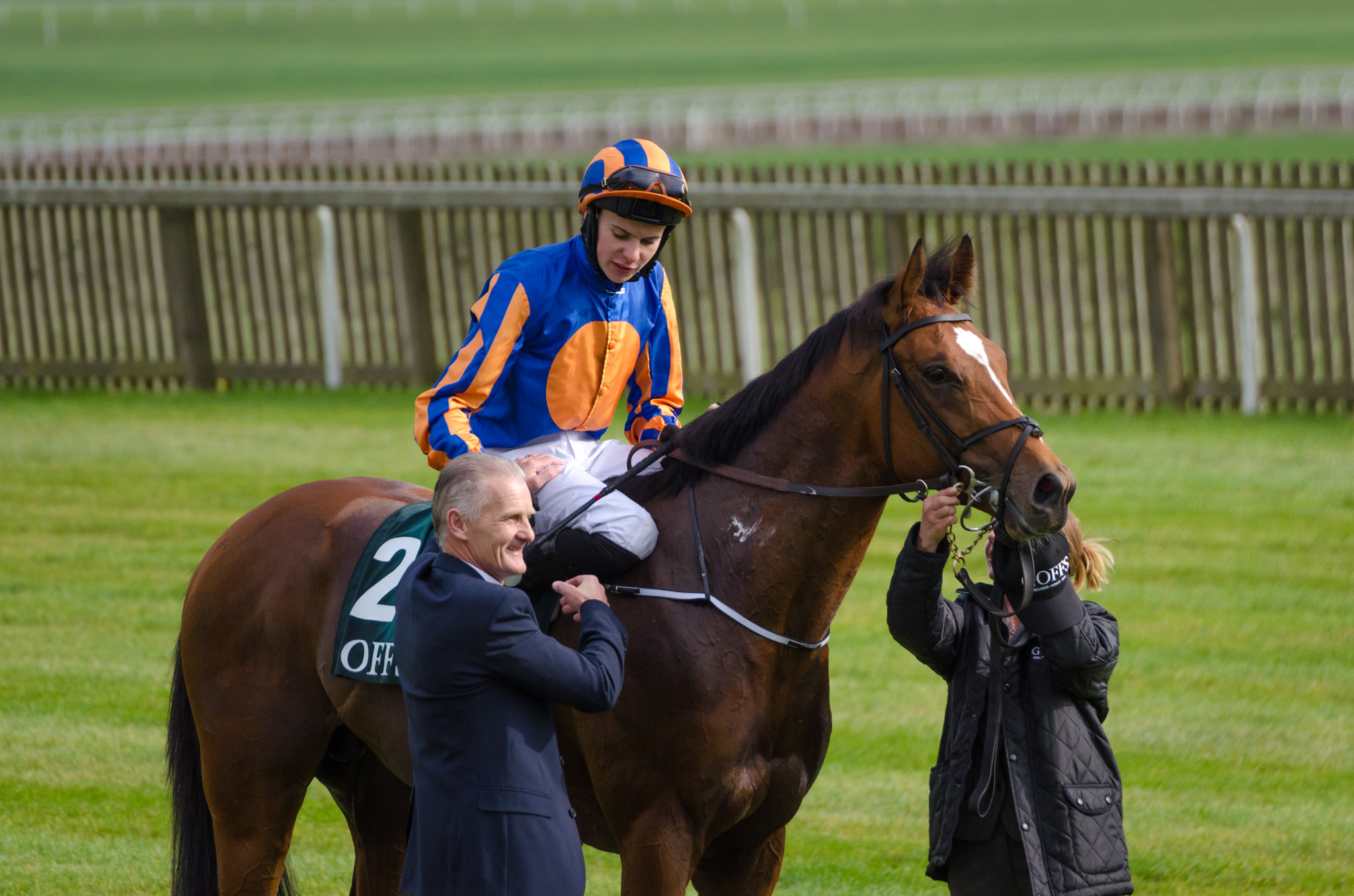
Gleneagles

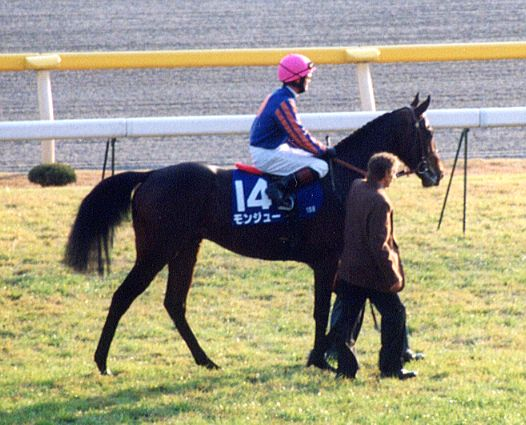
Montjeu

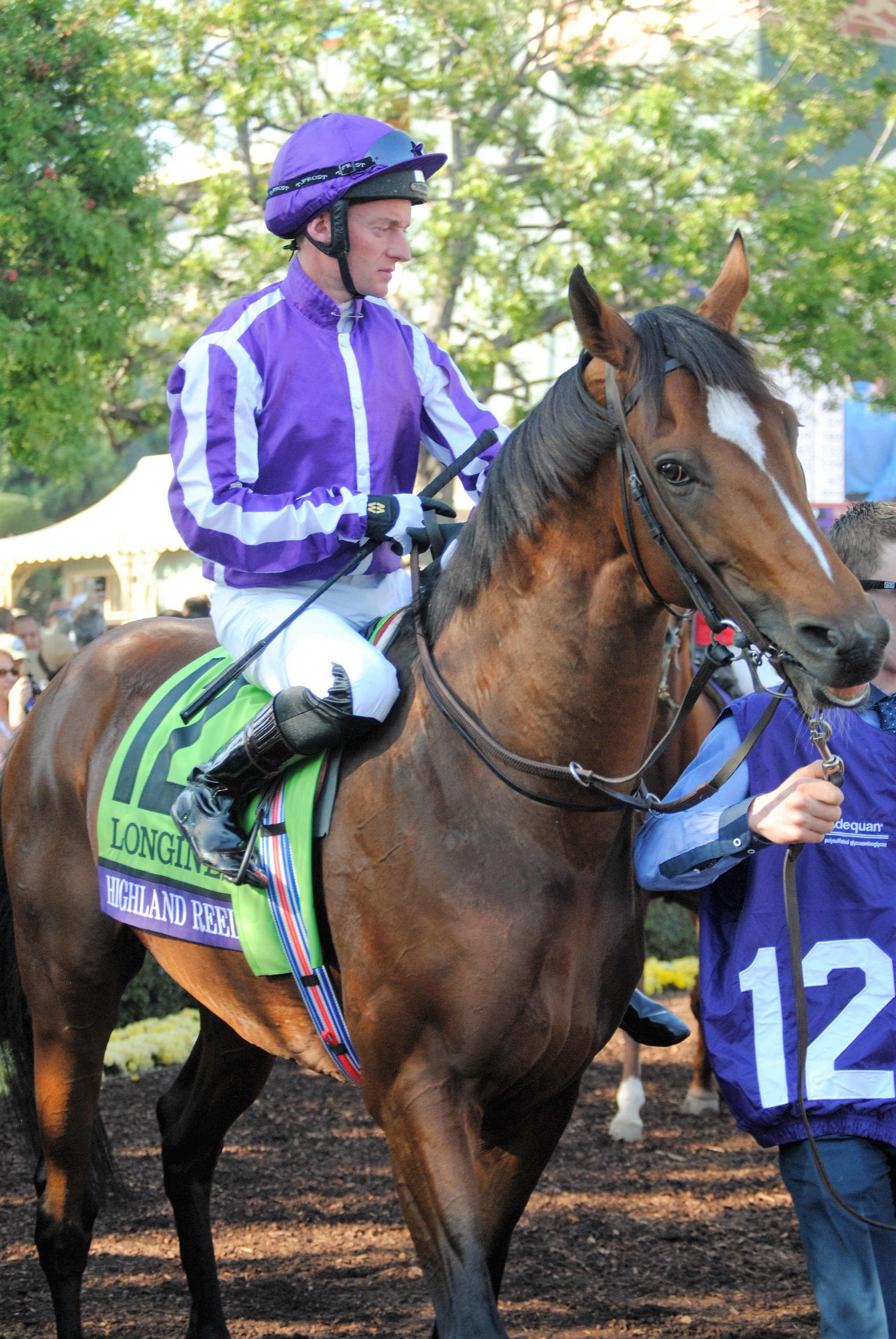
Highland Reel

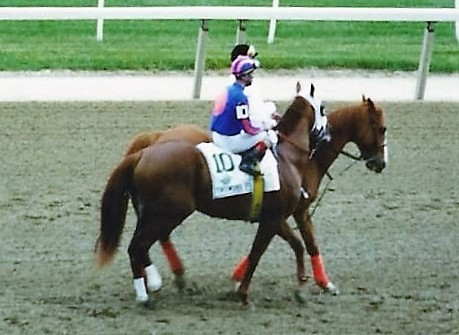
Thunder Gulch

- Derby d'Epsom – 12 – Galileo (2001), High Chaparral (2002), Pour Moi (2011), Camelot (2012), Ruler of The World (2013), Australia (2014), Wings of Eagle (2017), Anthony Van Dyck (2019), Serpentine (2020), Auguste Rodin (2023), City of Troy (2024), Lambourn (2025)
- Oaks – 10 – Shahtoush (1998), Imagine (2001), Alexandrova (2006), Was (2012), Minding (2016), Forever Together (2018), Love (2020), Snowfall (2021), Tuesday (2022), MInnie Hauk (2025)
- 2000 Guinées – 10 – King of Kings (1998), Rock of Gibraltar (2002), Footstepsinthesand (2005), George Washington (2006), Henrythenavigator (2008), Camelot (2012), Gleneagles (2015), Churchill (2017), Saxon Warrior (2018), Magna Grecia (2019)
- 1000 Guinées – 7 – Virginia Waters (2005), Homecoming Queen (2012), Minding (2016), Winter (2017), Hermosa (2019), Love (2020), Mother Earth (2021)
- St Leger – 9 – Milan (2001), Brian Boru (2003), Scorpion (2005), Leading Light (2013), Bondi Beach (2015), Capri (2017), Kew Gardens (2018), Continuous (2023), Jan Brueghel (2024)
- King George VI and Queen Elizabeth Diamond Stakes – 5 – Montjeu (2000), Galileo (2001), Dylan Thomas (2007), Duke of Marmalade (2008), Highland Reel (2016)
- Futurity Trophy – 11 – Saratoga Springs (1997), Aristotle (1999), High Chaparral (2001), Brian Boru (2002), St Nicholas Abbey (2009), Camelot (2011), Kingsbarns (2012), Saxon Warrior (2017), Magna Grecia (2018), Luxembourg (2021), Auguste Rodin (2022)
- Coronation Cup – 10 – Yeats (2005), Scorpion (2007), Soldier of Fortune (2008), Fame and Glory (2010), St Nicholas Abbey (2011, 2012, 2013), Highland Reel (2017), Luxembourg (2024), Jan Brueghel (2025)
- St. James's Palace Stakes – 9 – Giant's Causeway (2000), Black Minnaloushe (2001), Rock of Gibraltar (2002), Excellent Art (2007), Henrythenavigator (2008), Mastercraftsman (2009), Gleneagles (2015), Circus Maximus (2019), Paddington (2023)
- Eclipse Stakes – 9 – Giant's Causeway (2000), Hawk Wing (2002), Oratorio (2005), Mount Nelson (2008), So You Think (2011), St Mark's Basilica (2021), Paddington (2023), City of Troy (2024), Delacroix (2025)
- Ascot Gold Cup – 8 – Yeats (2006, 2007, 2008, 2009), Fame and Glory (2011), Leading Light (2014), Order of St George (2016), Kyprios (2022)
- Dewhurst Stakes – 8 – Rock of Gibraltar (2001), Beethoven (2009), War Command (2013), Air Force Blue (2015), Churchill (2016), US Navy Flag (2017), St Mark's Basilica (2020), City of Troy (2023)
- Middle Park Stakes – 7 – Minardi (2000), Johannesburg (2001), Ad Valorem (2004), Crusade (2011), US Navy Flag (2017), Ten Sovereigns (2018), Blackbeard (2022)
- International Stakes – 7 – Giant's Causeway (2000), Duke of Marmalade (2008), Rip Van Winkle (2010), Declaration of War (2013), Australia (2014), Japan (2019), City of Troy (2024)
- Yorkshire Oaks – 7 – Alexandrova (2006), Peeping Fawn (2007), Seventh Heaven (2016), Love (2020), Snowfall (2021), Warm Heart (2023), Content (2024)
- Sussex Stakes – 6 – Giant's Causeway (2000), Rock of Gibraltar (2002), Henrythenavigator (2008), Rip Van Winkle (2009), The Gurkha (2016), Paddington (2023)
- Fillies' Mile – 6 – Sunspangled (1998), Listen (2007), Together Forever (2014), Minding (2015), Rhododendron (2016), Ylang Ylang (2023)
- Nassau Stakes – 6 – Peeping Fawn (2007), Halfway to Heaven (2008), Minding (2016), Winter (2017), Opera Singer (2024), Whirl (2025)
- July Cup – 5 – Stravinsky (1999), Mozart (2001), Starspangledbanner (2010), US Navy Flag (2018), Ten Sovereigns (2019)
- Prince of Wales's Stakes – 5 – Duke of Marmalade (2008), So You Think (2012), Highland Reel (2017), Love (2021), Auguste Rodin (2024)
- Cheveley Park Stakes – 5 – Brave Anna (2016), Clemmie (2017), Fairyland (2018), Tenebrism (2021), Lake Victoria (2024)
- Queen Elizabeth II Stakes – 4 – George Washington (2006), Rip Van Winkle (2009), Excelebration (2012), Minding (2016)
- Queen Anne Stakes – 4 – Ad Valorem (2006), Haradasun (2008), Declaration of War (2013), Circus Maximus (2020)
- Coronation Stakes – 3 – Sophisticat (2002), Lillie Langtry (2010), Winter (2017)
- Sun Chariot Stakes – 3 – Halfway to Heaven (2008), Alice Springs (2016), Roly Poly (2017)
- Goodwood Cup – 3 – Kyprios (2022, 2024), Scandinavia (2025)
- Nunthorpe Stakes – 2 – Stravinsky (1999), Mozart (2001)
- Falmouth Stakes – 2 – Alice Springs (2016), Roly Poly (2017)
- Lockinge Stakes – 2 – Hawk Wing (2003), Rhododendron (2018)
- Diamond Jubilee Stakes – 2 – Starspangledbanner (2010), Merchant Navy (2018)
- British Champions Fillies & Mares Stakes – 2 – Hydrangea (2017), Magical (2018)
- Commonwealth Cup – 1 – Caravaggio (2017)
- Champion Stakes – 1 – Magical (2019)

 Irlande
- Irish Derby – 19 – Desert King (1997), Montjeu (1999), Galileo (2001), High Chaparral (2002), Hurricane Run (2005), Dylan Thomas (2006), Soldier of Fortune (2007), Frozen Fire (2008), Fame and Glory (2009), Cape Blanco (2010), Treasure Beach (2011), Camelot (2012), Australia (2014), Capri (2017), Sovereign (2019), Santiago (2020), Auguste Rodin (2023), Los Angeles (2024), Lambourn (2025)
- Irish Oaks – 8 – Alexandrova (2006), Peeping Fawn (2007), Moonstone (2008), Bracelet (2014), Seventh Heaven (2016), Snowfall (2021), Savethelastdance (2023), Minnie Hauk (2025)
- Irish 1000 Guineas – 10 – Classic Park (1997), Imagine (2001), Yesterday (2003), Halfway to Heaven (2008), Misty For Me (2011), Winter (2017), Hermosa (2019), Peaceful (2020), Empress Josephine (2021), Lake Victoria (2025)
- Irish 2000 Guineas – 12 – Desert King (1997), Saffron Walden (1999), Black Minnaloushe (2001), Rock of Gibraltar (2002), Henrythenavigator (2008), Mastercraftsman (2009), Roderic O'Connor (2011), Power (2012), Magician (2013), Gleneagles (2015), Churchill (2017), Paddington (2023)
- Irish St. Leger – 7 – Yeats (2007), Septimus (2008), Order of St George (2015, 2017), Flag of Honour (2018), Kyprios (2022, 2024)
- Phoenix Stakes – 18 – Danehill Dancer (1995), Lavery (1998), Fasliyev (1999), Minardi (2000), Johannesburg (2001), Spartacus (2002), One Cool Cat (2003), George Washington (2005), Holy Roman Emperor (2006), Mastercraftsman (2008), Alfred Nobel (2009), Zoffany (2010), Pedro The Great (2012), Dick Whittington (2014), Air Force Blue (2015), Caravaggio (2016), Sioux Nation (2017), Little Big Bear (2022)
- Vincent O'Brien National Stakes – 13 – Danehill Dancer (1995), Desert King (1996), King of Kings (1997), Beckett (2000), Hawk Wing (2001), One Cool Cat (2003), George Washington (2005), Mastercraftsman (2008), Power (2011), Gleneagles (2014), Air Force Blue (2015), Churchill (2016), Henry Longfellow (2023)
- Irish Champion Stakes – 12 – Giant's Causeway (2000), High Chaparral (2003), Oratorio (2005), Dylan Thomas (2006, 2007), Cape Blanco (2010) So You Think (2011), Magical (2019, 2020), St Mark's Basilica (2021), Luxembourg (2021), Auguste Rodin (2023)
- Moyglare Stud Stakes – 12 – Sequoyah (2000), Quarter Moon (2001), Necklace (2003), Rumplestiltskin (2005), Misty For Me (2010), Maybe (2011), Minding (2015), Happily (2017), Skitter Scatter (2018), Love (2019), Shale (2020), Lake Victoria (2024)
- Tattersalls Gold Cup – 12 – Montjeu (2000), Black Sam Bellamy (2003), Powerscourt (2004), Duke of Marmalade (2008), Fame and Glory (2010), So You Think (2011, 2012), Lancaster Bomber (2018), Magical (2019, 2020), Luxembourg (2023), Los Angeles (2025)
- Pretty Polly Stakes – 6 – Peeping Fawn (2007), Misty For Me (2011), Diamondsandrubies (2015), Minding (2016), Magical (2020), Whirl (2025)
- Matron Stakes – 3 – Lillie Langtry (2010), Alice Springs (2016), Hydrangea (2017)
- Flying Five Stakes – 1 – Fairyland (2019)

 France
- Prix de l'Arc de Triomphe – 4 – Montjeu (1999), Hurricane Run (2005), Dylan Thomas (2007), Found (2016)
- Prix du Jockey Club – 3 – Montjeu (1999), St Mark's Basilica (2021), Camille Pissarro (2025)
- Prix de Diane – 1 – Joan of Arc (2021)
- Poule d'Essai des Poulains – 6 – Landseer (2002), Aussie Rules (2006), Astronomer Royal (2007), The Gurkha (2016), St Mark's Basilica (2021), Zarigana (2025)
- Poule d'Essai des Pouliches – 1 – Rose Gypsy (2001)
- Prix Jean-Luc Lagardère – 9 – Second Empire (1997), Ciro (1999), Rock of Gibraltar (2001), Hold That Tiger (2002), Oratorio (2004), Horatio Nelson (2005), Holy Roman Emperor (2006), Happily (2017), Camille Pissarro (2024)
- Grand Prix de Paris – 6 – Grape Tree Road (1996), Scorpion (2005), Imperial Monarch (2012), Kew Gardens (2018), Japan (2019), Mogul (2020)
- Critérium de Saint-Cloud – 6 – Ballingarry (2001), Alberto Giacometti (2002), Fame and Glory (2008), Recital (2010), Los Angeles (2023), Tennessee Stud (2024)
- Critérium international – 6 – Mount Nelson (2006), Jan Vermeer (2009), Roderic O'Connor (2010), Johannes Vermeer (2015), Van Gogh (2020), Twain (2024)
- Prix Marcel Boussac – 5 – Rumplestiltskin (2005), Misty For Me (2010), Found (2014), Ballydoyle (2015), Opera Singer (2023)
- Prix Morny – 4 – Orpen (1998), Fasliyev (1999), Johannesburg (2001), Blackbeard (2022), Whistlejacket (2024)
- Prix Ganay – 2 – Dylan Thomas (2007), Duke of Marmalade (2008)
- Prix du Moulin de Longchamp – 2 – Rock of Gibraltar (2002), Circus Maximus (2019)
- Grand Prix de Saint-Cloud – 2 – Montjeu (2000), Broome (2021)
- Prix Rothschild – 2 – Roly Poly (2017), Mother Earth (2021)
- Prix Lupin – 1 – Ciro (2000)
- Prix Maurice de Gheest – 1 – King Charlemagne (2001)
- Prix de l'Abbaye de Longchamp – 1 – Imperial Beauty (2001)
- Prix Jacques Le Marois – 1 – Excelebration (2012)
- Prix de la Salamandre – 1 – Giant's Causeway (1999)
- Prix Royal-Oak – 1 – Yeats (2008)
- Prix de l'Opéra – 1 – Rhododendron (2017)
- Prix Saint-Alary – 1 – Above the Curve (2022)
- Prix Jean Prat – 1 – Tenebrism (2022)
- Prix du Cadran – 1 – Kyprios (2022)
- Prix Vermeille – 1 – Warm Heart (2023)

 Italie
- Gran Criterium – 2 – Sholokhov (2001), Spartacus (2002)
- Premio Parioli – 1 – Prince Arthur (1995)
- Gran Premio del Jockey Club – 1 – Black Sam Bellamy (2002)

 États-Unis
- Kentucky Derby – 1 – Thunder Gulch (1995)
- Belmont Stakes – 1 – Thunder Gulch (1995)
- Breeders' Cup Turf – 7 – High Chaparral (2002, 2003), St Nicholas Abbey (2011), Magician (2013), Found (2015), Highland Reel (2016), Auguste Rodin (2023)
- Breeders' Cup Juvenile Turf – 7 – Wrote (2011), George Vancouver (2012), Hit It a Bomb (2015), Mendelssohn (2017), Victoria Road (2022), Unquestionable (2023), Henri Matisse (2024)
- Breeders' Cup Juvenile Fillies Turf – 2 – Meditate (2022), Lake Victoria (2024)
- Breeders' Cup Juvenile – 1 – Johannesburg (2001)
- Breeders' Cup Mile – 1 – Order of Australia  (2020)
- Breeders' Cup Turf Sprint – 1 – Golden Pal  (2021)
- Breeders' Cup Filly & Mare Turf – 1 – Tuesday (2022)
- Secretariat Stakes – 3 – Ciro (2000), Treasure Beach (2011), Adelaide (2014)
- Shadwell Turf Mile Stakes – 2 – Landseer (2002), Aussie Rules (2006)
- Arlington Million – 2 – Powerscourt (2005), Cape Blanco (2011)
- Haskell Stakes – 2 – Lion Heart (2005), Verrazano (2013)
- Belmont Derby Invitational Stakes – 2 – Deauville (2016), Bolshoi Ballet (2021)
- Belmont Oaks Invitational Stakes – 2 – Athena (2018), Santa Barbara (2021)
- Travers Stakes – 1 – Thunder Gulch (1995)
- Florida Derby – 1 – Thunder Gulch (1995)
- Cigar Mile Handicap – 1 – Left Bank (2001)
- Whitney Handicap – 1 – Left Bank (2002)
- Man O' War Stakes – 1 – Cape Blanco (2011)
- Joe Hirsch Turf Classic Invitational Stakes – 1 – Cape Blanco (2011)
- Champagne Stakes – 1 – Havana (2013)
- Hollywood Gold Cup – 1 – Cupid (2017)
- Pacific Classic – 1 – Maximum Security (2020)
- Beverly D. Stakes – 1 – Santa Barbara (2021)
- Sword Dancer Stakes – 1 – Bolshoi Ballet (2023)
- Pegasus World Cup Turf – 1 – Warm Heart (2024)
- Whitney Stakes – 1 – Sierra Leone (2025)

 Canada
- Canadian International Stakes – 2 – Ballingarry (2002), Joshua Tree (2010)
- E.P. Taylor Stakes – 1 – Rougir (2022)

 Australie
- Cox Plate – 1 – Adelaïde (2014)
- Golden Slipper – 1 – Shinzo (2023)

 Hong Kong
- Hong Kong Vase – 3 – Highland Reel (2015, 2017), Mogul (2020)

 Émirats arabes unis
- Dubaï Sheema Classic – 1 – St Nicholas Abbey (2013)

 Arabie saoudite
- Saudi Cup – 1 – Maximum Security (2020)

## Casaques
Les chevaux de Coolmore se produisent en compétition parés de la casaque de l'un des quatre associés de l'écurie, selon qu'ils sont enregistrés comme propriété de l'un ou de l'autre.

Casaque de Derrick Smith
Casaque de Michael Tabor
Casaque de John et Susan Magnier
Casaque de Georg von Opel (Westerberg), depuis 2021